# London Broncos Rugby League Football Club
Maillots
Actualités
Les London Broncos sont un club professionnel anglais de rugby à XIII représentant Londres. Ils évoluent en Championship, antichambre de la Super League. Sa meilleure performance en championnat reste un titre de vice-champion en 1997 derrière les Bradford Bulls. Par ailleurs, le club a perdu une finale de Challenge Cup en 1999 contre les Leeds Rhinos.
Le club est fondé en 1980 sous le nom de Fulham Rugby League Club par le club de football de Fulham dans le but créer d'autres revenus que le football, projet accepté par la Rugby Football League. De 1991 à 1994, le club s'est appelé London Crusaders. En 1994, il change de nom à nouveau pour devenir les London Broncos après le rachat du club par la franchise australienne de rugby à XIII les Brisbane Broncos. Malgré des résultats peu satisfaisants, le club est sélectionné pour intégrer la saison inaugurale de la Super League en 1996, compétition qu'ils n'ont plus quittée depuis. En 2005, la majorité des parts passe dans les mains d’Ian Lenaghan qui conclut un partenariat avec le club de rugby à XV les Harlequins. Le club est renommé Harlequins Rugby League et évoluera au Stoop, doté d'une capacité de 12 700 places. Dès la fin de la saison 2011, le club annonce qu'il reprendra le nom de London Broncos. L’équipe, à la recherche d'un nouveau stade pour 2013, jouera deux matchs en dehors du Stoop en 2012, un à Brisbane Road dans l'est londonien et l'autre au Priestfield Stadium dans le comté de Kent.

## Palmarès
Le tableau suivant récapitule les performances des London Broncos dans les trois compétitions auxquelles la franchise prend part.
| Super League | Challenge Cup | Deuxième division Championship                                                                                              |
| --- | --- | --- |
| Résultats en phase finale - Qualification (2) : 2003 et 2005. Résultats en saison régulière - Deuxième place (1) : 1997. | Meilleures performances - Finale (1) : 1999. - Demi-finale (2) : 1998 et 2013. - Quart de finale (3) : 2005, 2006 et 2012. | Meilleures performances - Champion (2) : 1983 et 2023. - Deuxième (3) : 2016, 2017 et 2018. - Troisième (2) : 1980 et 1994. |

L'équipe première du club londonien a disputé une finale de Challenge Cup et un match décisif appelé « Million Pound Game » pour sa promotion en Super League en 2018 :
| Compétition        | Date de la finale | Vainqueur      | Score   | Finaliste        | Lieu de la finale        | Spectateurs |
| ------------------ | ----------------- | -------------- | ------- | ---------------- | ------------------------ | ----------- |
| Challenge Cup      | 1er mai 1999      | Leeds Rhinos   | 52 – 16 | London Broncos   | Wembley Stadium, Londres | 73 242      |
| Million Pound Game | 7 octobre 2018    | London Broncos | 4 - 2   | Toronto Wolfpack | Stade Lamport, Toronto   | 9 266       |

## Histoire

### 2012-2018: fin d'un cycle et relégation en Championship
Les Londons Broncos sont relégués le 13 juin 2014 en Championship après une défaite 12-72 contre les Wolves de Warrington. Le club ne remporte qu'une seule rencontre cette saison-là sur les vingt-sept rencontres disputées, le 17 août 2014 contre les Rhinos de Leeds 40-36, l'entraîneur Tony Rea est remplacé en cours de saison par son adjoint Joey Grima sans plus de succès. C'est la fin d'un cycle de dix-neuf saisons consécutives en Super League. Cette contre-performance est suivi d'un départ massif de joueurs.
Ambitieux pour jouer la montée en Super League lors de la saison 2015, le club connaît pourtant de grosses problèmes sous la direction de Joey Grima qui décide de ne plus convoquer certains joueurs en début de saison tels que Foran, Cordoba, Mathers, Adamson et Lovegrove. Faute de résultats et un départ raté en Championship, cela amène Grima à démissionner de son poste pour laisser place à Andrew Henderson. Ce dernier amène de meilleurs résultats mais parti de trop loin, le club clôt sa saison à la septième place de la saison régulière non qualificative pour le Super 8 Qualifiers. Il dispute le Championship Shield et en atteint la finale après une victoire contre les Rams de Dewsbury 34-18, toutefois la finale tourne à l'avantage de Rovers de Featherstone 18-34.
En 2016, le club déménage sur le terrain de Trailfinders Sports Ground pour un contrat de trois ans se partageant le stade avec le club de rugby à XV d'Ealing Trailfinders. Andrew Henderson mène le club à la seconde place du Championship derrière les Centurions de Leigh et y dispute le Super 8 Qualifiers. Dans ce championnat entre huit clubs, le club, emmené par Jamie Soward venu faire une pige, échoue à la sixième, devancé à la différence de points par Salford après trois victoires en huit matchs contre Batley, Salford et Featherstone.
En 2017, le club est tout près de terminer premier de la saison régulière, devancé uniquement par l'ancien pensionnaire de Super League Hull KR. Dans le Super 8 Qualifiers toutefois, le club ne parvient pas à obtenir de résultat probant avec six défaites, un nul contre Featherstone et une victoire contre Halifax. Après ces échecs, Andrew Henderson décide de mettre fin à son expérience londonienne.
En 2018, Danny Ward est désigné entraîneur avec toujours la même ambition de réintégrer la Super League. Alternant des périodes d'invincibilité et de passages à vide, le club arrive néanmoins à terminer second de Championship derrière Toronto. Qualifié pour la troisième année consécutive en Super 8 Qualifiers, le club déjoue les pronostics en prenant le meilleur sur Widnes 21-20, Toulouse 34-8, Salford 11-8 et Halifax 23-16 pour se qualifier à la rencontre de barrage nommée « Million Pound Game » contre Toronto. Les London Broncos, pourtant pas favori, parviennent à remporter ce match décisif 4-2 dans une rencontre où aucun essai ne fut marqué. Après quatre années en Championship, le club parvient enfin à renouer avec la Super League en 2019.

### 2018-aujourd'hui: retour en Super League
Le club entame un début de saison 2019 prometteur, qui semble déjouer les pronostics qui le voyaient dans la deuxième partie de tableau. On note ainsi une nette victoire face à Wakefield sur le score de 42 à 24.

## Stade
Au fil des saisons depuis sa création, les Broncos de Londres ont évolué dans plusieurs stades. Tout d'abord au Craven Cottage dans le stade de football de Fulham (1980-1984), puis au Crystal Palace National Sports Centre (1984-1985 puis 1990-1993), au Polytechnic Sports Ground de Chiswick (1985-1990), au Barnet Copthall Stadium (1993-1995), au Twickenham Stoop Stadium (1995-1996, 1997-1999 puis 2007-2013) dans le stade de rugby à XV des Harlequins, au Valley (1996-1997 puis 2000-2001) dans le stade de football de Charlton et enfin le The Hive Stadium (2014-2015).

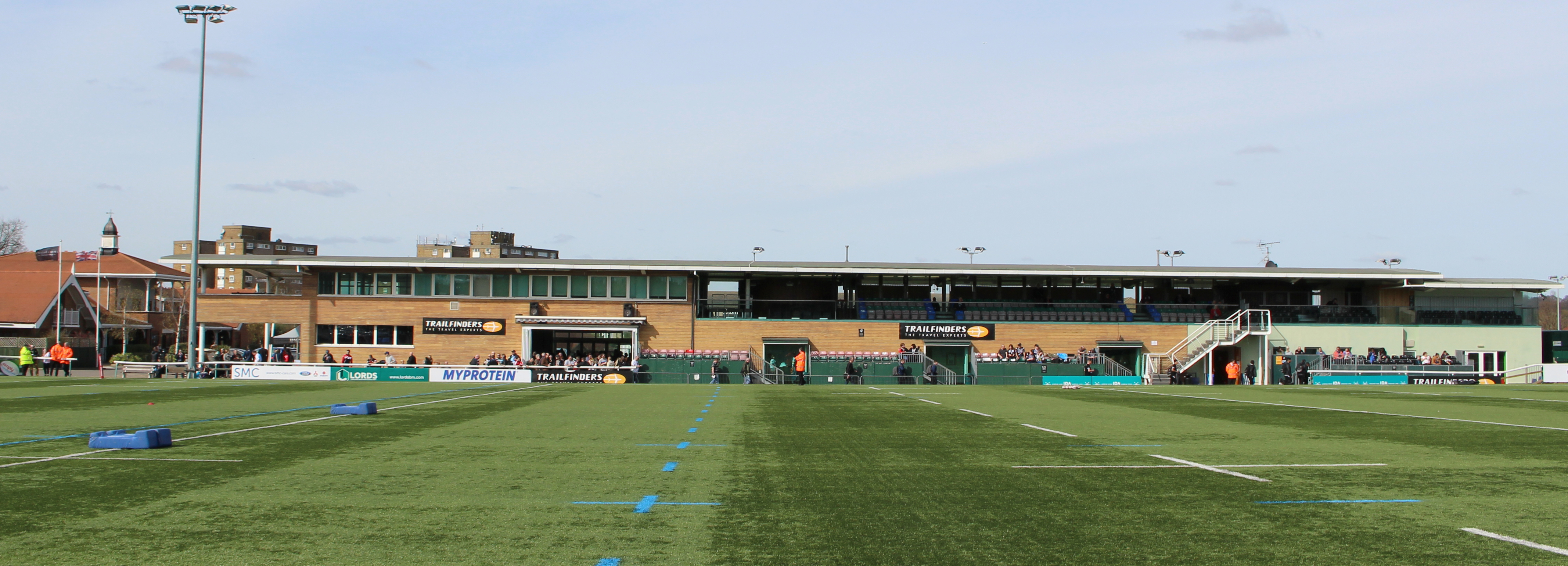
L'actuel stade des London Broncos, le Trailfinders Sports Ground.

En 2016, ils déménagent au Trailfinders Sports Ground dans le Borough londonien d'Ealing. La Rugby Football League confirme que le Trailfinders Sports Ground est capable de recevoir des rencontres de Super League à condition que le club construise une nouvelle tribune d'environ 1 000 sièges supplémentaires.

## Bilan du club toutes saisons et toutes compétitions confondues
| Année     | Année     | Championnat d'Angleterre Deuxième division | Championnat d'Angleterre Deuxième division | Championnat d'Angleterre Deuxième division | Championnat d'Angleterre Deuxième division | Championnat d'Angleterre Deuxième division | Championnat d'Angleterre Deuxième division | Championnat d'Angleterre Deuxième division | Championnat d'Angleterre Deuxième division | Phase finale Super League                | Phase finale Super League                | Phase finale Super League                | Phase finale Super League                | Phase finale Super League                | Phase finale Super League                | Phase finale Super League                | Challenge Cup      |
| Année     | Année     | Class.                                     | Points                                     | MJ                                         | V.                                         | N.                                         | D.                                         | Pp.                                        | Pc.                                        | Perf.                                    | MJ                                       | V.                                       | N.                                       | D.                                       | Pp.                                      | Pc.                                      | Performance        |
| 1980-1981 | 1980-1981 | 3e                                         | 40                                         | 28                                         | 20                                         | 0                                          | 8                                          | 447                                        | 237                                        | pas de phase finale                      | pas de phase finale                      | pas de phase finale                      | pas de phase finale                      | pas de phase finale                      | pas de phase finale                      | pas de phase finale                      | 1er tour           |
| Année     | Année     | Championnat d'Angleterre Première division | Championnat d'Angleterre Première division | Championnat d'Angleterre Première division | Championnat d'Angleterre Première division | Championnat d'Angleterre Première division | Championnat d'Angleterre Première division | Championnat d'Angleterre Première division | Championnat d'Angleterre Première division | Phase finale Super League                | Phase finale Super League                | Phase finale Super League                | Phase finale Super League                | Phase finale Super League                | Phase finale Super League                | Phase finale Super League                | Challenge Cup      |
| Année     | Année     | Class.                                     | Points                                     | MJ                                         | V.                                         | N.                                         | D.                                         | Pp.                                        | Pc.                                        | Perf.                                    | MJ                                       | V.                                       | N.                                       | D.                                       | Pp.                                      | Pc.                                      | Performance        |
| 1981-1982 | 1981-1982 | 13e                                        | 19                                         | 30                                         | 9                                          | 1                                          | 20                                         | 365                                        | 539                                        | pas de phase finale                      | pas de phase finale                      | pas de phase finale                      | pas de phase finale                      | pas de phase finale                      | pas de phase finale                      | pas de phase finale                      | Huitième-de-finale |
| Année     | Année     | Championnat d'Angleterre Deuxième division | Championnat d'Angleterre Deuxième division | Championnat d'Angleterre Deuxième division | Championnat d'Angleterre Deuxième division | Championnat d'Angleterre Deuxième division | Championnat d'Angleterre Deuxième division | Championnat d'Angleterre Deuxième division | Championnat d'Angleterre Deuxième division | Phase finale Super League                | Phase finale Super League                | Phase finale Super League                | Phase finale Super League                | Phase finale Super League                | Phase finale Super League                | Phase finale Super League                | Challenge Cup      |
| Année     | Année     | Class.                                     | Points                                     | MJ                                         | V.                                         | N.                                         | D.                                         | Pp.                                        | Pc.                                        | Perf.                                    | MJ                                       | V.                                       | N.                                       | D.                                       | Pp.                                      | Pc.                                      | Performance        |
| 1982-1983 | 1982-1983 | 1er                                        | 55                                         | 32                                         | 27                                         | 1                                          | 4                                          | 699                                        | 294                                        | pas de phase finale                      | pas de phase finale                      | pas de phase finale                      | pas de phase finale                      | pas de phase finale                      | pas de phase finale                      | pas de phase finale                      | Huitième-de-finale |
| Année     | Année     | Championnat d'Angleterre Première division | Championnat d'Angleterre Première division | Championnat d'Angleterre Première division | Championnat d'Angleterre Première division | Championnat d'Angleterre Première division | Championnat d'Angleterre Première division | Championnat d'Angleterre Première division | Championnat d'Angleterre Première division | Phase finale Super League                | Phase finale Super League                | Phase finale Super League                | Phase finale Super League                | Phase finale Super League                | Phase finale Super League                | Phase finale Super League                | Challenge Cup      |
| Année     | Année     | Class.                                     | Points                                     | MJ                                         | V.                                         | N.                                         | D.                                         | Pp.                                        | Pc.                                        | Perf.                                    | MJ                                       | V.                                       | N.                                       | D.                                       | Pp.                                      | Pc.                                      | Performance        |
| 1983-1984 | 1983-1984 | 13e                                        | 19                                         | 30                                         | 9                                          | 1                                          | 20                                         | 401                                        | 694                                        | pas de phase finale                      | pas de phase finale                      | pas de phase finale                      | pas de phase finale                      | pas de phase finale                      | pas de phase finale                      | pas de phase finale                      | Huitième-de-finale |
| Année     | Année     | Championnat d'Angleterre Deuxième division | Championnat d'Angleterre Deuxième division | Championnat d'Angleterre Deuxième division | Championnat d'Angleterre Deuxième division | Championnat d'Angleterre Deuxième division | Championnat d'Angleterre Deuxième division | Championnat d'Angleterre Deuxième division | Championnat d'Angleterre Deuxième division | Phase finale Super League                | Phase finale Super League                | Phase finale Super League                | Phase finale Super League                | Phase finale Super League                | Phase finale Super League                | Phase finale Super League                | Challenge Cup      |
| Année     | Année     | Class.                                     | Points                                     | MJ                                         | V.                                         | N.                                         | D.                                         | Pp.                                        | Pc.                                        | Perf.                                    | MJ                                       | V.                                       | N.                                       | D.                                       | Pp.                                      | Pc.                                      | Performance        |
| 1984-1985 | 1984-1985 | 8e                                         | 33                                         | 28                                         | 16                                         | 1                                          | 11                                         | 521                                        | 526                                        | pas de phase finale                      | pas de phase finale                      | pas de phase finale                      | pas de phase finale                      | pas de phase finale                      | pas de phase finale                      | pas de phase finale                      | 1er tour           |
| 1985-1986 | 1985-1986 | 9e                                         | 33                                         | 34                                         | 16                                         | 1                                          | 17                                         | 679                                        | 709                                        | pas de phase finale                      | pas de phase finale                      | pas de phase finale                      | pas de phase finale                      | pas de phase finale                      | pas de phase finale                      | pas de phase finale                      | 1er tour           |
| 1986-1987 | 1986-1987 | 12e                                        | 18                                         | 28                                         | 8                                          | 2                                          | 18                                         | 461                                        | 632                                        | pas de phase finale                      | pas de phase finale                      | pas de phase finale                      | pas de phase finale                      | pas de phase finale                      | pas de phase finale                      | pas de phase finale                      | 1er tour           |
| 1987-1988 | 1987-1988 | 17e                                        | 20                                         | 28                                         | 10                                         | 0                                          | 18                                         | 382                                        | 559                                        | pas de phase finale                      | pas de phase finale                      | pas de phase finale                      | pas de phase finale                      | pas de phase finale                      | pas de phase finale                      | pas de phase finale                      | 1er tour           |
| 1988-1989 | 1988-1989 | 15e                                        | 20                                         | 28                                         | 10                                         | 0                                          | 18                                         | 464                                        | 650                                        | pas de phase finale                      | pas de phase finale                      | pas de phase finale                      | pas de phase finale                      | pas de phase finale                      | pas de phase finale                      | pas de phase finale                      | 1er tour           |
| 1989-1990 | 1989-1990 | 8e                                         | 34                                         | 28                                         | 16                                         | 2                                          | 10                                         | 496                                        | 488                                        | pas de phase finale                      | pas de phase finale                      | pas de phase finale                      | pas de phase finale                      | pas de phase finale                      | pas de phase finale                      | pas de phase finale                      | Huitième de finale |
| 1990-1991 | 1990-1991 | 7e                                         | 36                                         | 28                                         | 17                                         | 2                                          | 9                                          | 450                                        | 338                                        | pas de phase finale                      | pas de phase finale                      | pas de phase finale                      | pas de phase finale                      | pas de phase finale                      | pas de phase finale                      | pas de phase finale                      | 1er tour           |
| 1991-1992 | 1991-1992 | 4e                                         | 28                                         | 28                                         | 14                                         | 0                                          | 14                                         | 428                                        | 483                                        | pas de phase finale                      | pas de phase finale                      | pas de phase finale                      | pas de phase finale                      | pas de phase finale                      | pas de phase finale                      | pas de phase finale                      | Huitième de finale |
| 1992-1993 | 1992-1993 | 5e                                         | 26                                         | 28                                         | 12                                         | 2                                          | 14                                         | 534                                        | 562                                        | pas de phase finale                      | pas de phase finale                      | pas de phase finale                      | pas de phase finale                      | pas de phase finale                      | pas de phase finale                      | pas de phase finale                      | 1er tour           |
| 1993-1994 | 1993-1994 | 3e                                         | 44                                         | 30                                         | 21                                         | 2                                          | 7                                          | 842                                        | 522                                        | pas de phase finale                      | pas de phase finale                      | pas de phase finale                      | pas de phase finale                      | pas de phase finale                      | pas de phase finale                      | pas de phase finale                      | 4e tour            |
| 1994-1995 | 1994-1995 | 4e                                         | 41                                         | 30                                         | 20                                         | 1                                          | 9                                          | 732                                        | 480                                        | pas de phase finale                      | pas de phase finale                      | pas de phase finale                      | pas de phase finale                      | pas de phase finale                      | pas de phase finale                      | pas de phase finale                      | 4e tour            |
| Année     | Année     | Championnat d'Angleterre Première division | Championnat d'Angleterre Première division | Championnat d'Angleterre Première division | Championnat d'Angleterre Première division | Championnat d'Angleterre Première division | Championnat d'Angleterre Première division | Championnat d'Angleterre Première division | Championnat d'Angleterre Première division | Phase finale Super League                | Phase finale Super League                | Phase finale Super League                | Phase finale Super League                | Phase finale Super League                | Phase finale Super League                | Phase finale Super League                | Challenge Cup      |
| Année     | Année     | Class.                                     | Points                                     | MJ                                         | V.                                         | N.                                         | D.                                         | Pp.                                        | Pc.                                        | Perf.                                    | MJ                                       | V.                                       | N.                                       | D.                                       | Pp.                                      | Pc.                                      | Performance        |
| 1995-1996 | 1995-1996 | 10e                                        | 14                                         | 20                                         | 7                                          | 0                                          | 13                                         | 466                                        | 585                                        | pas de phase finale                      | pas de phase finale                      | pas de phase finale                      | pas de phase finale                      | pas de phase finale                      | pas de phase finale                      | pas de phase finale                      | voir année 1996    |
| Année     | Année     | Saison régulière Super League              | Saison régulière Super League              | Saison régulière Super League              | Saison régulière Super League              | Saison régulière Super League              | Saison régulière Super League              | Saison régulière Super League              | Saison régulière Super League              | Phase finale Super League                | Phase finale Super League                | Phase finale Super League                | Phase finale Super League                | Phase finale Super League                | Phase finale Super League                | Phase finale Super League                | Challenge Cup      |
| Année     | Année     | Class.                                     | Points                                     | MJ                                         | V.                                         | N.                                         | D.                                         | Pp.                                        | Pc.                                        | Perf.                                    | MJ                                       | V.                                       | N.                                       | D.                                       | Pp.                                      | Pc.                                      | Performance        |
| 1996      | 1996      | 4e                                         | 25                                         | 22                                         | 12                                         | 1                                          | 9                                          | 611                                        | 462                                        | pas de phase finale                      | pas de phase finale                      | pas de phase finale                      | pas de phase finale                      | pas de phase finale                      | pas de phase finale                      | pas de phase finale                      | 5e tour            |
| 1997      | 1997      | 2e                                         | 33                                         | 22                                         | 15                                         | 3                                          | 4                                          | 616                                        | 418                                        | pas de phase finale                      | pas de phase finale                      | pas de phase finale                      | pas de phase finale                      | pas de phase finale                      | pas de phase finale                      | pas de phase finale                      | Huitième-de-finale |
| 1998      | 1998      | 7e                                         | 20                                         | 23                                         | 10                                         | 1                                          | 12                                         | 415                                        | 476                                        | Non qualifié                             | 0                                        | 0                                        | 0                                        | 0                                        | 0                                        | 0                                        | Demi-finale        |
| 1999      | 1999      | 8e                                         | 28                                         | 30                                         | 13                                         | 2                                          | 15                                         | 644                                        | 708                                        | Non qualifié                             | 0                                        | 0                                        | 0                                        | 0                                        | 0                                        | 0                                        | Finaliste          |
| 2000      | 2000      | 11e                                        | 12                                         | 28                                         | 6                                          | 0                                          | 22                                         | 456                                        | 770                                        | Non qualifié                             | 0                                        | 0                                        | 0                                        | 0                                        | 0                                        | 0                                        | Huitième-de-finale |
| 2001      | 2001      | 6e                                         | 27                                         | 28                                         | 13                                         | 1                                          | 14                                         | 644                                        | 603                                        | Non qualifié                             | 0                                        | 0                                        | 0                                        | 0                                        | 0                                        | 0                                        | Huitième-de-finale |
| 2002      | 2002      | 8e                                         | 27                                         | 28                                         | 13                                         | 1                                          | 14                                         | 661                                        | 635                                        | Non qualifié                             | 0                                        | 0                                        | 0                                        | 0                                        | 0                                        | 0                                        | Huitième-de-finale |
| 2003      | 2003      | 5e                                         | 30                                         | 28                                         | 14                                         | 2                                          | 12                                         | 643                                        | 696                                        | 1er tour                                 | 1                                        | 0                                        | 0                                        | 1                                        | 6                                        | 24                                       | Huitième-de-finale |
| 2004      | 2004      | 10e                                        | 15                                         | 28                                         | 7                                          | 1                                          | 21                                         | 561                                        | 968                                        | Non qualifié                             | 0                                        | 0                                        | 0                                        | 0                                        | 0                                        | 0                                        | Huitième-de-finale |
| 2005      | 2005      | 6e                                         | 28                                         | 28                                         | 13                                         | 2                                          | 13                                         | 800                                        | 718                                        | 1er tour                                 | 1                                        | 0                                        | 0                                        | 1                                        | 22                                       | 44                                       | Quart-de-finale    |
| 2006      | 2006      | 7e                                         | 23                                         | 28                                         | 11                                         | 1                                          | 16                                         | 556                                        | 823                                        | Non qualifié                             | 0                                        | 0                                        | 0                                        | 0                                        | 0                                        | 0                                        | Quart-de-finale    |
| 2007      | 2007      | 9e                                         | 23                                         | 27                                         | 10                                         | 3                                          | 14                                         | 495                                        | 636                                        | Non qualifié                             | 0                                        | 0                                        | 0                                        | 0                                        | 0                                        | 0                                        | Huitième-de-finale |
| 2008      | 2008      | 9e                                         | 22                                         | 27                                         | 11                                         | 0                                          | 16                                         | 638                                        | 681                                        | Non qualifié                             | 0                                        | 0                                        | 0                                        | 0                                        | 0                                        | 0                                        | Huitième-de-finale |
| 2009      | 2009      | 11e                                        | 22                                         | 27                                         | 11                                         | 0                                          | 16                                         | 591                                        | 691                                        | Non qualifié                             | 0                                        | 0                                        | 0                                        | 0                                        | 0                                        | 0                                        | 4e tour            |
| 2010      | 2010      | 13e                                        | 14                                         | 27                                         | 7                                          | 0                                          | 20                                         | 494                                        | 838                                        | Non qualifié                             | 0                                        | 0                                        | 0                                        | 0                                        | 0                                        | 0                                        | Huitième-de-finale |
| 2011      | 2011      | 12e                                        | 13                                         | 27                                         | 6                                          | 1                                          | 20                                         | 524                                        | 951                                        | Non qualifié                             | 0                                        | 0                                        | 0                                        | 0                                        | 0                                        | 0                                        | 4e tour            |
| 2012      | 2012      | 12e                                        | 14                                         | 27                                         | 7                                          | 0                                          | 20                                         | 588                                        | 890                                        | Non qualifié                             | 0                                        | 0                                        | 0                                        | 0                                        | 0                                        | 0                                        | Quart-de-finale    |
| 2013      | 2013      | 13e                                        | 12                                         | 27                                         | 5                                          | 2                                          | 20                                         | 487                                        | 946                                        | Non qualifié                             | 0                                        | 0                                        | 0                                        | 0                                        | 0                                        | 0                                        | Demi-finale        |
| 2014      | 2014      | 14e                                        | 2                                          | 27                                         | 1                                          | 0                                          | 26                                         | 438                                        | 1237                                       | Non qualifié                             | 0                                        | 0                                        | 0                                        | 0                                        | 0                                        | 0                                        | 5e tour            |
| Année     | Année     | Saison régulière Championship              | Saison régulière Championship              | Saison régulière Championship              | Saison régulière Championship              | Saison régulière Championship              | Saison régulière Championship              | Saison régulière Championship              | Saison régulière Championship              | Championship Shield Championship         | Championship Shield Championship         | Championship Shield Championship         | Championship Shield Championship         | Championship Shield Championship         | Championship Shield Championship         | Championship Shield Championship         | Challenge Cup      |
| Année     | Année     | Class.                                     | Points                                     | MJ                                         | V.                                         | N.                                         | D.                                         | Pp.                                        | Pc.                                        | Perf.                                    | MJ                                       | V.                                       | N.                                       | D.                                       | Pp.                                      | Pc.                                      | Performance        |
| 2015      | 2015      | 7e                                         | 24                                         | 23                                         | 12                                         | 0                                          | 11                                         | 538                                        | 510                                        | Finaliste                                | 9                                        | 4                                        | 0                                        | 5                                        | 258                                      | 188                                      | 4e tour            |
| Année     | Année     | Saison régulière Championship              | Saison régulière Championship              | Saison régulière Championship              | Saison régulière Championship              | Saison régulière Championship              | Saison régulière Championship              | Saison régulière Championship              | Saison régulière Championship              | The Qualifiers Championship/Super League | The Qualifiers Championship/Super League | The Qualifiers Championship/Super League | The Qualifiers Championship/Super League | The Qualifiers Championship/Super League | The Qualifiers Championship/Super League | The Qualifiers Championship/Super League | Challenge Cup      |
| Année     | Année     | Class.                                     | Points                                     | MJ                                         | V.                                         | N.                                         | D.                                         | Pp.                                        | Pc.                                        | Perf.                                    | MJ                                       | V.                                       | N.                                       | D.                                       | Pp.                                      | Pc.                                      | Performance        |
| 2016      | 2016      | 2e                                         | 34                                         | 23                                         | 17                                         | 0                                          | 6                                          | 702                                        | 444                                        | 6e                                       | 7                                        | 3                                        | 0                                        | 4                                        | 221                                      | 212                                      | 4e tour            |
| 2017      | 2017      | 2e                                         | 36                                         | 23                                         | 18                                         | 0                                          | 5                                          | 832                                        | 406                                        | 6e                                       | 7                                        | 1                                        | 1                                        | 5                                        | 174                                      | 220                                      | 4e tour            |
| 2018      | 2018      | 2e                                         | 33                                         | 23                                         | 16                                         | 1                                          | 6                                          | 907                                        | 423                                        | Million Pound Game                       | 8                                        | 5                                        | 0                                        | 3                                        | 165                                      | 166                                      | 5e tour            |
| Année     | Année     | Saison régulière Super League              | Saison régulière Super League              | Saison régulière Super League              | Saison régulière Super League              | Saison régulière Super League              | Saison régulière Super League              | Saison régulière Super League              | Saison régulière Super League              | Phase finale Super League                | Phase finale Super League                | Phase finale Super League                | Phase finale Super League                | Phase finale Super League                | Phase finale Super League                | Phase finale Super League                | Challenge Cup      |
| Année     | Année     | Class.                                     | Points                                     | MJ                                         | V.                                         | N.                                         | D.                                         | Pp.                                        | Pc.                                        | Perf.                                    | MJ                                       | V.                                       | N.                                       | D.                                       | Pp.                                      | Pc.                                      | Performance        |
| 2019      | 2019      | 12e                                        | 20                                         | 29                                         | 10                                         | 0                                          | 19                                         | 505                                        | 787                                        | Non qualifié                             | 0                                        | 0                                        | 0                                        | 0                                        | 0                                        | 0                                        | 5e tour            |
| Année     | Année     | Saison régulière Championship              | Saison régulière Championship              | Saison régulière Championship              | Saison régulière Championship              | Saison régulière Championship              | Saison régulière Championship              | Saison régulière Championship              | Saison régulière Championship              | Phase finale Championship/Super League   | Phase finale Championship/Super League   | Phase finale Championship/Super League   | Phase finale Championship/Super League   | Phase finale Championship/Super League   | Phase finale Championship/Super League   | Phase finale Championship/Super League   | Challenge Cup      |
| Année     | Année     | Class.                                     | Points                                     | MJ                                         | V.                                         | N.                                         | D.                                         | Pp.                                        | Pc.                                        | Perf.                                    | MJ                                       | V.                                       | N.                                       | D.                                       | Pp.                                      | Pc.                                      | Performance        |
| 2020      | 2020      | -                                          | -                                          |                                            |                                            |                                            |                                            |                                            |                                            | -                                        |                                          |                                          |                                          |                                          |                                          |                                          |                    |
| 2021      | 2021      | 7e                                         | 21                                         | 20                                         | 11                                         | 1                                          | 8                                          | 552                                        | 579                                        | Non qualifié                             | 0                                        | 0                                        | 0                                        | 0                                        | 0                                        | 0                                        |                    |
| 2022      | 2022      | 11e                                        | 17                                         | 27                                         | 8                                          | 1                                          | 18                                         | 548                                        | 740                                        | Non qualifié                             | 0                                        | 0                                        | 0                                        | 0                                        | 0                                        | 0                                        |                    |
| 2023      | 2023      | 5e                                         | 32                                         | 27                                         | 16                                         | 0                                          | 11                                         | 600                                        | 552                                        | Champion                                 | 3                                        | 3                                        | 0                                        | 0                                        | 96                                       | 40                                       |                    |
| Année     | Année     | Saison régulière Super League              | Saison régulière Super League              | Saison régulière Super League              | Saison régulière Super League              | Saison régulière Super League              | Saison régulière Super League              | Saison régulière Super League              | Saison régulière Super League              | Phase finale Super League                | Phase finale Super League                | Phase finale Super League                | Phase finale Super League                | Phase finale Super League                | Phase finale Super League                | Phase finale Super League                | Challenge Cup      |
| Année     | Année     | Class.                                     | Points                                     | MJ                                         | V.                                         | N.                                         | D.                                         | Pp.                                        | Pc.                                        | Perf.                                    | MJ                                       | V.                                       | N.                                       | D.                                       | Pp.                                      | Pc.                                      | Performance        |
| 2024      | 2024      | 12e                                        | 6                                          | 27                                         | 3                                          | 0                                          | 24                                         | 317                                        | 916                                        | Non qualifié                             | -                                        | -                                        | -                                        | -                                        | -                                        | -                                        | Huitième de finale |
| Année     | Année     | Saison régulière Championship              | Saison régulière Championship              | Saison régulière Championship              | Saison régulière Championship              | Saison régulière Championship              | Saison régulière Championship              | Saison régulière Championship              | Saison régulière Championship              | Play-offs Championship                   | Play-offs Championship                   | Play-offs Championship                   | Play-offs Championship                   | Play-offs Championship                   | Play-offs Championship                   | Play-offs Championship                   | Challenge Cup      |
| 2025      | 2025      | -                                          | -                                          | -                                          | -                                          | -                                          | -                                          | -                                          | -                                          |                                          | -                                        | -                                        | -                                        | -                                        | -                                        | -                                        | 2e tour            |

## Joueurs emblématiques du club
Deux joueurs des Broncos de Londres ont été nommés dans l'équipe type de la Super League : Peter Gill en 1996 et 1997 et Steele Retchless en 1998.
| - Ritchie Barnett - Reg Bowden - Jim Dymock - Luke Gale - Peter Gill - Tony Gourley - Mark Johnson - Tony Martin |  | - Hussein M'Barki - Terry Matterson - Wes Naiqama - Martin Offiah - Scott Roskell - Dom Peters - Rob Purdham - Steele Retchless |

À noter qu'un joueur des Harlequins a porté les couleurs de l'équipe de France et disputé une coupe du monde : il s'agit de Julien Rinaldi qui fait partie de la sélection de 2008.

## Entraineurs
- Andy Keast